# Perfect (Fairground Attraction)
Perfect is een nummer van de Britse band Fairground Attraction.  Het is de eerste single van hun debuutalbum The First of a Million Kisses uit 1988. Op 28 maart van dat jaar werd het nummer op single uitgebracht.   
"Perfect" werd een enorme hit in geheel Europa, met in thuisland het Verenigd Koninkrijk een nummer 1-positie in de UK Singles Chart. De plaat won dan ook de prijs voor "Song of the Year" bij de Brit Awards van 1989. 
In Nederland werd de plaat veel gedraaid op Radio 3 en werd een radiohit in de destijds twee hitlijsten op de nationale publieke popzender. De plaat bereikte de 3e positie in de Nederlandse Top 40 en de 5e positie in de Nationale Hitparade Top 100, 
In België bereikte de plaat de 4e positie in zowel de Vlaamse Ultratop 50 als de Vlaamse Radio 2 Top 30.
Het nummer werd ook in diverse reclamespots voor radio-en televisie gebruikt, waaronder in de jaren '00 in Nederlandse reclames voor Hertog Jan.

## NPO Radio 2 Top 2000
| Nummer met noteringen in de NPO Radio 2 Top 2000 | '99  | '00-'01 | '02  |
| ------------------------------------------------ | ---- | ------- | ---- |
| Perfect                                          | 1563 | -       | 1493 |

1. ↑  Een '-' betekent dat het nummer niet was genoteerd en een vetgedrukt getal geeft de hoogste notering aan.
2. ↑  Deze tabel is bijgewerkt tot en met de laatste editie (2024).